# Anton Lončarić
Anton Lončarić, född 8 augusti 2000 i Osijek, är en kroatisk roddare.

## Karriär
Vid junior-VM 2017 i Trakai tog Lončarić guld i tvåa utan styrman tillsammans med sin tvillingbror Patrik Lončarić. Vid U23-EM 2017 i Kruszwica tog bröderna brons i fyra utan styrman tillsammans med Ivan-Ante Grgić och Fabio Ipsa. Vid junior-EM 2018 i Gravelines tog bröderna Lončarić guld i tvåa utan styrman. Vid junior-VM 2018 i Račice tog brödraparet brons i tvåa utan styrman.
Vid U23-EM 2019 i Ioánnina tog bröderna Lončarić silver i fyra utan styrman tillsammans med Ivan-Ante Grgić och Fabio Ipsa. Vid U23-EM 2020 i Duisburg tog brödraparet silver i tvåa utan styrman. Vid U23-EM 2022 i Heindonk tog de brons i tvåa utan styrman.
Vid olympiska sommarspelen 2024 i Paris slutade bröderna Lončarić på 12:e plats tillsammans i dubbelsculler. Vid EM 2025 i Plovdiv tog brödraparet silver i fyra utan styrman tillsammans med Martin Sinković och Valent Sinković.